# 乔纳森·格伦德茨
乔纳森·马丁·格伦德茨（英語：Jonathan Martin Grounds，1988年2月27日—）是一名英格蘭職業足球員，主要司職左後衛，並能出任中衛，現時效力英甲球會斯温登。

## 職業生涯

### 米德尔斯堡及外借期
格伦德茨出身於米德尔斯堡青訓系統，17歲時球會曾考慮釋出他，但最終選擇給予他一年職業合約。由於常規左邊衛球員安德鲁·泰勒和埃马努埃尔·波加特茨受傷，使他能在2008年1月12日的英超聯賽對利物浦賽事中首次參加職業聯賽。經過一連串出色表現後，他於同年3月獲得一份兩年新合約。
2008年9月1日，格伦德茨被外借至英冠球會诺里奇城三個月。由於母會缺乏可上場球員，外借僅31天便被召回.。2009年1月7日他重返诺里奇城，為期兩個月，诺里奇城教練戈登·斯特拉坎安排他擔任中後衛，這次外借期他共上場11次並打進3球。
2010年6月，格伦德茨與米德尔斯堡續約兩年，並代表球會參加一場英格蘭聯賽盃賽事，之後便被外借至蘇超球會希伯尼安至2011年1月底，外借期間共上場15次。回到米德尔斯堡後上場共6次，他更在主場對斯旺西城賽事中攻進一頭球，但仍以4-3落敗。
格伦德茨在2011/12球季上半季被外借到英甲球會切斯特菲尔德。2012年2月，他與隊友乔纳森·弗兰克斯一起被外借到英甲球會约维尔一個月，後來延長至球季結束。

### 奥尔德姆
格伦德茨與米德尔斯堡合在2012年6月完結。他拒絕了约维尔的邀請，在7月2日與英甲球會奥尔德姆簽約兩年，效力期間幾乎參與所有比賽，兩年間在各項比賽上場106次並打進3球。2014年5月，儘管球會希望與他續約，但他選擇離開尋找新球會。

### 伯明翰城
2014年6月2日，格伦德茨與英冠球會伯明翰簽約兩年。

## 外部連結
- 足球数据库：乔纳森·格伦德茨的球员统计数据